# Castorama (Radsportteam)

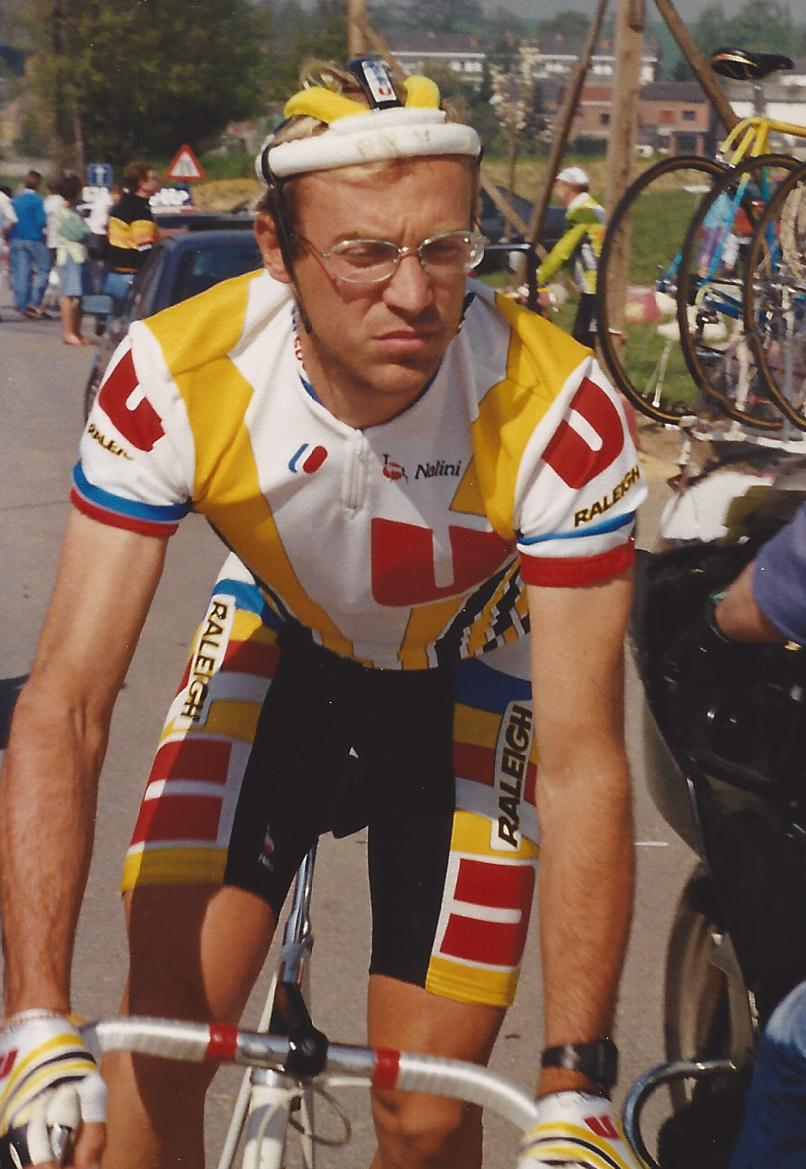
Laurent Fignon für Système U, 1986–1989

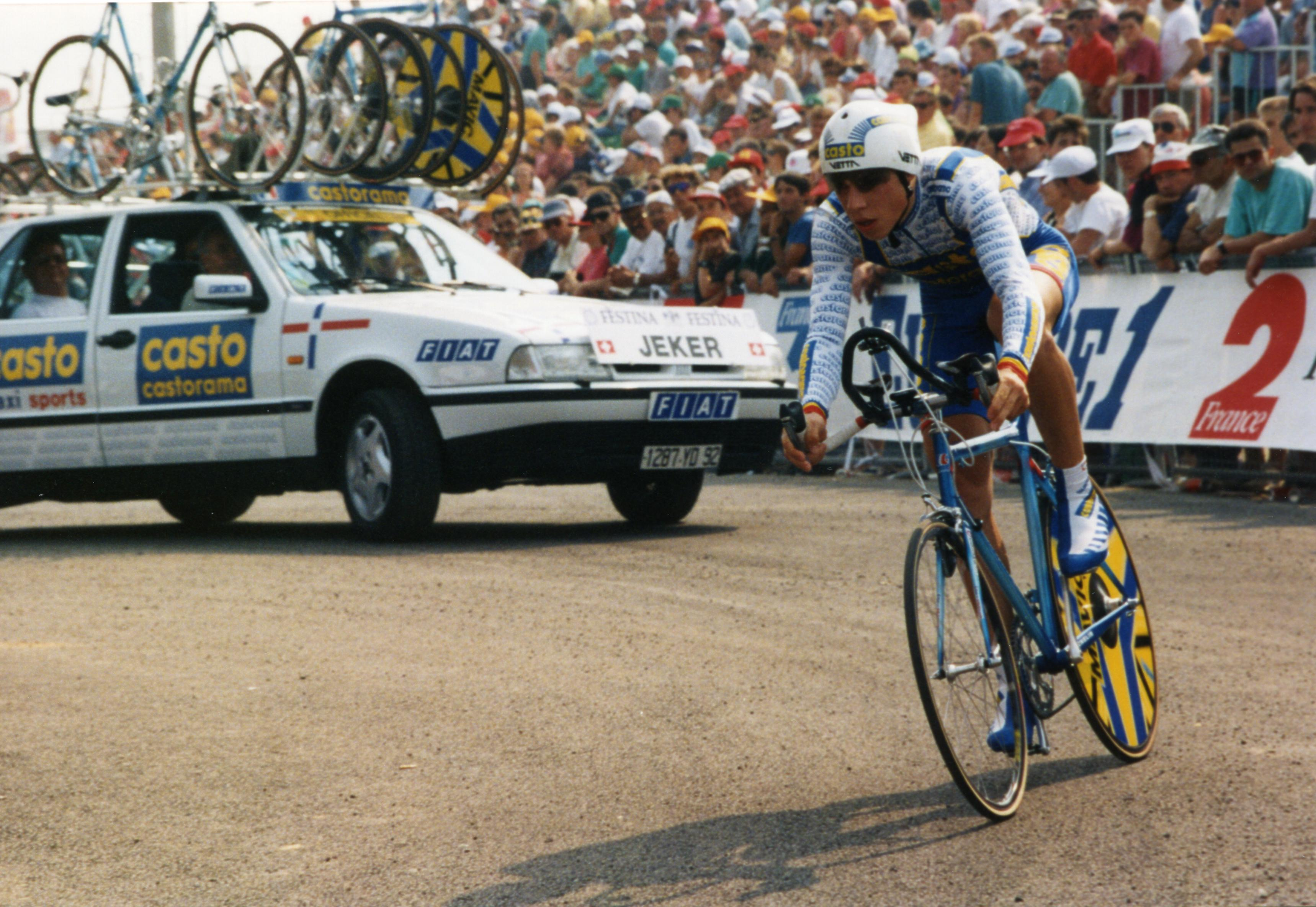
Fabian Jeker für Castorama, 1993

Castorama (vormals: Système U) ist ein ehemaliges französisches Radsportteam. Es bestand von 1986 bis 1995, wurde bis 1989 von der französischen Supermarktkette Système U und danach von der Baumarktkette Castorama gesponsert.

## Organisation
Das Team ging aus dem vom ehemaligen Radrennfahrer Cyrille Guimard seit 1976 geleiteten Team Gitane-Campagnolo hervor, welches 1978 zum Renault-Team wurde, nachdem der Autohersteller Renault den Radhersteller Gitane aufkaufte und das Teamsponsoring übernahm.
Nachdem Renault das Sponsoring 1984 aufgab, gründete Guimard mit dem zweimaligen Tour-de-France-Sieger Laurent Fignon, der einer seiner aktiven Rennfahrer war, den Sportverein France Compétition und das Unternehmen Maxi-Sports Promotion als rechtliche Basis des Teams. Dieses Managementkonzept galt seinerzeit als innovativ, da Guimard und Fignon hierdurch eine Betreibergesellschaft gründeten, welche die vertraglichen Beziehungen zu Sponsoren und Personal unterhielt. Bis dahin wurden das Personal oftmals direkt vom Hauptsponsor angestellt und der Bestand des Teams war gänzlich vom jeweiligen Sponsor abhängig. Sie gewannen Systeme U für dieses neue Konzept. Diese Firma sponserte das Team in den ersten drei Jahren mit einem Betrag von 45 Millionen Francs. Im Jahr 1990 folgte Castorama als neuer Sponsor.
In den ersten beiden Jahren fuhr das Team weiterhin mit Rädern der Marke Gitane und bis 1991 mit Raleigh-Rädern und anschließend auf solchen der Marke von Cyrille Guimard.
Guimard war General Manager des Teams.

## Geschichte
Im Jahr 1986 konnte  Laurent Fignon den Wallonischen Pfeil für sich entscheiden. Thierry Marie gewann den Prolog der Tour de France 1986. Marie trug das Gelbe Trikot mehrere Tage und das Team konnte das Mannschaftszeitfahren für sich entscheiden. Die beste Platzierung in der Gesamtwertung erreichte schließlich der französische Meister Yvon Madiot als Zehnter. Charly Mottet war insbesondere 1987 für das Team erfolgreich. Er gewann das Critérium du Dauphiné Libéré und trug mehrere Tage das Gelbe Trikot der  Tour de France, welche er als Vierter der Gesamtwertung abschloss. Das Team konnte die Mannschaftswertung der Tour de France gewinnen. Mottet konnte zudem zum Ende der Saison das Einzelzeitfahren Grand Prix des Nations gewinnen. 1988 konnte Laurent Fignon Mailand–Sanremo und das Etappenrennen Tour de l’Avenir gewinnen. Mottet gewann die Lombardei-Rundfahrt. 1989 wurde das Team in Super U-Raleigh-Fiat umbenannt. Gitane stieg als Sponsor aus und Raleigh trat an die Stelle des Materialsponsors. Laurent Fignon konnte in diesem Jahr erneut Mailand-Sanremo gewinnen. Hinzu kamen der Gesamtsieg des Giro d’Italia 1989 und der historisch knappe zweite Platz im Gesamtklassement der Tour de France 1989. Fignon verließ das Team 1992. Jacky Durand erzielte im selben Jahr für das Team eines seiner größten Erfolge, als er die Flandern-Rundfahrt gewann.
Zu den bekanntesten Fahrern des Teams außer den oben genannten zählten Laurent Brochard, Luc Leblanc und Bjarne Riis.

## Erfolge (Auswahl)
- Französische Straßenmeisterschaften 1986, 1987, 1992, 1993, 1994
- Französische Zeitfahrmeisterschaften 1995
- Critérium International 1990
- Mailand–Sanremo 1988, 1989
- Flandern-Rundfahrt 1992
- Wallonischer Pfeil 1986
- Vier Tage von Dünkirchen 1993
- Giro d’Italia 1989
- Critérium du Dauphiné 1987
- Clásica San Sebastián 1994
- Grand Prix Ouest France 1986
- Tour de l’Avenir 1988
- GP Eddy Merckx 1986
- GP des Nations 1987, 1988, 1989
- Lombardei-Rundfahrt 1988